# Ostravice (rijeka)
Ostravice (njemački: Ostrawitza) je rijeka u Moravsko-šleskom kraju u Češkoj, pritok Odre, dug 65 km.

## Opis
Površina sliva iznosi 827 km ². Izvire u istočnoj Češkoj na gorju Javorníky, a nastaje spajanjem Černe Ostravice i Bíle Ostravice. 
Gradovi kroz koje prolazi rijeka Ostravica:
- Frýdlant nad Ostravicí
- Ostrava
- Frýdek-Místek

## Ostali projekti
|  | Zajednički poslužitelj ima još gradiva o temi Ostravice (rijeka) |